# 祖富加尔·哈吉贝约夫
祖富加尔·哈策贝育夫（1884年4月17日—1950年9月30日），又作祖富加尔·加吉别科夫，是一位阿塞拜疆作曲家，出生于阿塞拜疆音乐世家。他还是阿塞拜疆音乐喜剧院的创始人之一。

## 生平
祖富加尔·哈策贝育夫出生于阿塞拜疆舒沙，有弟于泽尔·哈策贝育夫（“阿塞拜疆古典音乐之父”）、杰宏·哈策贝育夫（阿塞拜疆民族学家、记者、作曲家）。
1911年4月，他创作的歌剧《五十岁的年轻人》（‎）在第比利斯首演并广受赞誉，它被视为阿塞拜疆的首部轻歌剧；随后该剧在巴库、纳布切万、埃里温、舒沙等地上演。1916年，他创作的《流浪的阿什克》（‎）成功上演，剧中讲述阿塞拜疆的民间故事。他将阿塞拜疆民间音乐元素与西欧音乐方法结合，成功打动了阿塞拜疆民众。该剧也被视为他的代表之作。
1950年9月30日，祖富加尔·哈策贝育夫去世，死后葬于阿塞拜疆巴库荣誉谷。位于舒沙的祖富加尔旧居被阿塞拜疆政府认定为“具有国家重要性的历史纪念场所”。祖富加尔·哈策贝育夫之子尼亚孜·哈策贝育夫，也是一名杰出的作曲家，曾担任阿塞拜疆国家交响乐团指挥长达四十余年。

## 作品

### 音乐喜剧
| 题目 | 英文译名                 | 中文译名           | 发布年份 |
| ---- | ------------------------ | ------------------ | -------- |
| ‎     | Young at Fifty Years Old | 《五十岁的年轻人》 | 1909     |
| ‎     | Eleven-Year-Old Woman    | 《11岁的老妇女》   | 1911     |
| ‎     | Single while Married     | 《婚后单身》       | 1911     |

### 歌剧

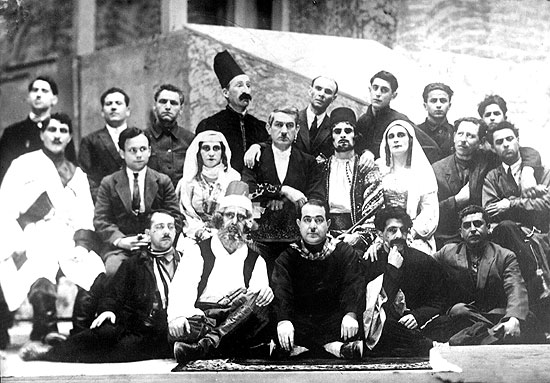
1928年祖富加尔和《流浪的阿什克》剧组成员合影

- 《流浪的阿什克（英语：Ashig Garib (opera)）》（‎），取名于同名的说唱作品达斯坦《流浪的阿什克》。歌剧于1916年首次上演[8]。

### 电影
祖富加尔·哈策贝育夫、尼亚孜·哈策贝育夫父子合作，为阿塞拜疆首部有声电影《钻石》（‎）配曲，电影上映于1936年。